# Július Torma
Július Torma (7. března 1922 Budapešť – 23. října 1991 Praha) byl československý boxer, vítěz londýnských olympijských her roku 1948.
Jeho rodiče pocházeli ze Štúrova, odešli do Budapešti po první světové válce za prací. Torma začal s boxem pod vedením trenéra Zsigmonda Adlera, za války byl Adler pro svůj židovský původ uvězněn, Torma mu pomohl utéct ze sběrného tábora a skrýval ho. V roce 1946 se Tormova rodina odstěhovala zpátky do Československa, Torma se stal členem klubu ŠK Baťovany. V roce 1948 vybojoval pro ČSR historicky první boxerské olympijské zlato v lehké střední váze navzdory tomu, že k finálovému zápasu proti Američanovi Hanku Herringovi nastoupil se zlomeným palcem levé ruky. Během kariéry vybojoval 996 utkání, z toho jen v sedmi prohrál. Po skončení kariéry působil jako trenér v klubu Uhelné sklady Praha.

## Sportovní úspěchy76× mistrMaďarska10× mistrČeskoslovenska
- ME 1947 – Dublin, do 73 kg, 3. místo
- ME 1949 – welter, 1. místo
- ME 1955 – Light-middleweight 3. místo
- LOH 1948 – Londýn (Anglie), 1. místo, navíc vyhlášen nejlepším boxerem celého turnaje
- LOH 1952 – Helsinky (Finsko), čtvrtfinále
- LOH 1956 – Melbourne (Austrálie), do 75 kg, čtvrtfinále

## Výsledky na olympiádě
1948 (lehká střední váha)
- Gusztav Bene (Maďarsko), vyhrál na body
- Clifford Blackburn (Kanada), vyhrál K.O. by 2
- Aurelio Diaz Cadaveda (Španělsko), soupeř diskvalifikován
- Alessandro d'Ottavio (Itálie), vyhrál na body
- Hank Herring (USA), vyhrál na body

1952 (lehká střední váha)
- John Patrick Maloney (Velká Británie), vyhrál na body
- Louis Gage (USA), vyhrál na body
- Zygmunt Chychła (Polsko), prohrál na body

1956 (střední váha)
- Howard Richter (Austrálie), vyhrál na body
- Ramón Tapia (Chile), prohrál K.O.